# Deborah
Deborah (HWV 51) er et oratorium af Georg Friedrich Händel. Det er et af Händels første oratorier og er baseret på en libretto af Samuel Humphreys. Det fik premiere på King's Theatre i London den 17. marts 1733. 
Historien i værket finder sted på en enkelt dag og er baseret på bibelske historier fra 4. og 5. bog i Dommernes Bog. Israelitterne har været underkuede i 20 år af kanaanæerne, da profetinden Deborah forudsiger, at den kanaanæiske hærfører Siseras død skal forårsages af en kvinde. Den israelitiske hærfører Barak fører dem i kamp mod kanaanæerne, og de går sejrende ud af kampen, fordi Jael, der er gift med en ven af Sisera, myrder ham under kampen. Værket slutter med, at de fejrer sejren.

## Roller
| Rolle                                    | Stemmetype | Originalbesætning, 17. marts 1733 (Dirigent: -) |
| ---------------------------------------- | ---------- | ----------------------------------------------- |
| Deborah                                  | Sopran     |                                                 |
| Barak                                    | Alt        |                                                 |
| Abinoam                                  | Bas        |                                                 |
| Sisera                                   | Alt        |                                                 |
| Jael                                     | Alt        |                                                 |
| En israelitisk kvinde                    | Sopran     |                                                 |
| Israelitternes ypperstepræst             | Bas        |                                                 |
| Ypperstepræst af Ba'al                   | Bas        |                                                 |
| En herold                                | Tenor      |                                                 |
| Israelitiske præster og præster af Ba'al |            |                                                 |

## Eksterne links
- Librettoen Arkiveret 12. juli 2010 hos  Wayback Machine til Deborah
- Partituret Arkiveret 16. december 2012 hos  hos Archive.is til Deborah (red. Friedrich Chrysander, Leipzig 1869)
- Program Arkiveret 7. februar 2012 hos  Wayback Machine fra Boston Cecilia